# Bloqueio trifascicular

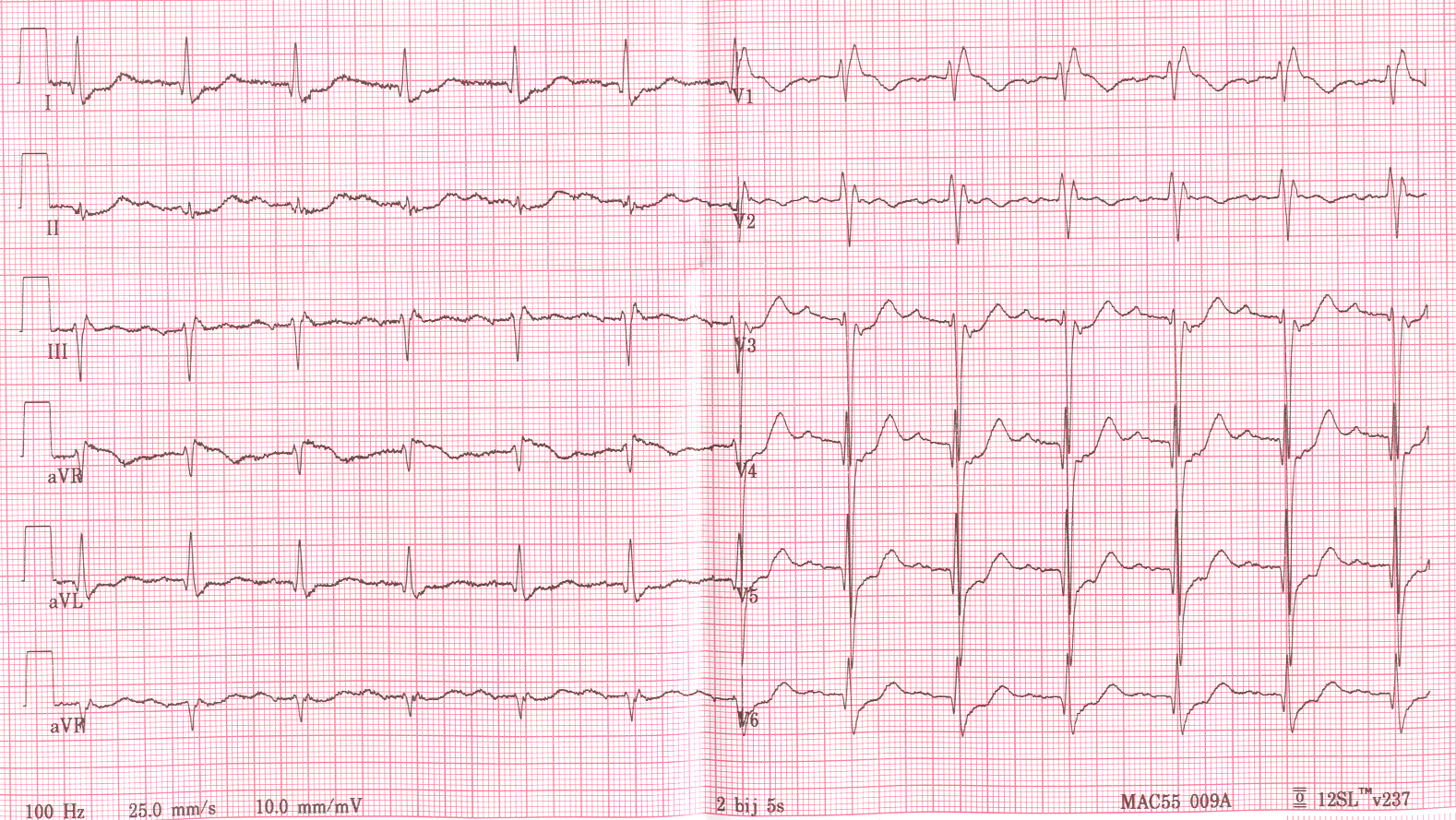
ECG de bloqueio trifascicular com bloqueio atrioventricular (AV) de primeiro grau.

Bloqueio trifascicular é um distúrbio da condução elétrica do coração em todos os três fascículos que conduzem o impulso do Nodo sinoatrial ao Nodo atrioventricular. Pode ser completo ou incompleto. É uma emergência médica.

## Tipos
- Incompletos[2]:
  - Bloqueio bifascicular + bloqueio atrioventricular (AV) de primeiro grau (mais comum)
  - Bloqueio bifascicular + bloqueio atrioventricular (AV) de segundo grau
  - Bloqueio do fascículo direito e alternância de bloqueio entre os fascículos esquerdos anterior e posterior

É muito difícil saber qual o tipo de bloqueio incompleto apenas no eletrocardiograma, portanto são tratados iguais na rotina médica.
- Completo[2]:
- Bloqueio bifascicular + bloqueio atrioventricular (AV) de terceiro grau

No caso de um bloqueio completo o nodo AV produz os próprios impulsos elétricos a uma frequência de aproximadamente 40 batimentos por minuto para manter os ventrículos bombeando sangue.

## Causas
As possíveis causas incluem:
Doença cardíaca isquêmica
- Estenose aórtica (aorta estreita)
- Infarto do miocárdio anterior
- Doença degenerativa primária do sistema de condução cardíaco (doença de Lev de Lenegre)
- Doença cardíaca congênita
- Hipercaliemia (excesso de potássio)
- Entoxicação com digoxina

## Diagnóstico
É diagnosticada em um electrocardiograma (ECG) e tem três características:
- Prolongamento do intervalo PR
- Bloqueio do fascículo direito
- Bloqueio fascicular anterior esquerdo ou posterior esquerdo de primeiro grau
- Algum grau de bloqueio AV

## Tratamento
Como pode evoluir para uma frequência cardíaca perigosamente baixa ou irregular é frequentemente inserido um marcapasso permanente para corrigir o problema. Corrigir desbalances iônicos de sódio, potássio e cálcio no sangue com o soro fisiológico adequado também pode ajudar se essa for uma das causas. 